# Frères Pincheira
 (juin 2018).
Si vous disposez d'ouvrages ou d'articles de référence ou si vous connaissez des sites web de qualité traitant du thème abordé ici, merci de compléter l'article en donnant les références utiles à sa vérifiabilité et en les liant à la section « Notes et références ».

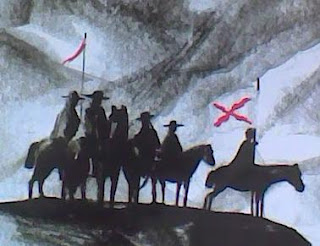
Les frères Pincheira

Les frères Pincheira (en espagnol : Hermanos Pincheira) sont un groupe de hors-la-loi, actif au Chili et en Argentine de 1818 à 1832. Le gang combat d'abord dans la guerre d'indépendance du Chili du côté de la guérilla royaliste pendant la phase de « guerre à mort ». Après l’exécution de Vicente Benavides et l'effondrement de la résistance royaliste, ils deviennent isolés, restant le dernier groupe royaliste au Chili continental. Ils se spécialisent alors dans le vol de bétail et le brigandage. Après la reddition de l'archipel de Chiloé contrôlée par les espagnols en 1826, ils deviennent les derniers vestiges de la résistance royaliste en Amérique du sud. Les frères Pincheira forment une alliance avec la tribu Boroanos qui s'était installée à Salinas Grandes et Sierra de la Ventana. Ensemble, ils attaquent Carmen de Patagones et Fortaleza Protectora Argentina (aujourd'hui Bahía Blanca).
En 1827, le colonel français Jorge Beauchef, sous les ordres du général chilien Manuel Bulnes, franchit la cordillère des Andes et bat les frères Pincheira à la bataille d'Epulafquén, mais les hors-la-loi s'échappent. Le gang est en fuite jusqu'en 1832, lorsque Jose Antonio Pincheira signe la reddition au nom du roi d'Espagne.